# Yoo Tel Aviv
Yoo Tel Aviv est un ensemble de gratte-ciel résidentiel construit à Tel Aviv en Israël de 2004 à 2007.
Il est composé de deux tours :
- Yoo Tel Aviv 1 de 128 m de hauteur et de 39 étages ;
- Yoo Tel Aviv 2 de 142 m de hauteur et de 42 étages.

Les architectes sont l'agence israélienne Moore Yaski-Sivan et le designer français Philippe Starck.